# Павел Самосатски
Павел от Самосата е сирийски духовник, патриарх на Антиохия от 260 до 272.
Роден в Самосата (днес Самсат) около 200 година, той е избран за антиохийски патриарх през 260 година, когато Палмирското царство фактически се откъсва от Римската империя. Поддържан от царица Зенобия, която му дава светската титла дуценарий, той утвърждава влиянието на антиохийската църква над палмирските владения в Близкия Изток и Египет.
В своята христология Павел се придържа към монархианизма, а провежда и някои реформи в ритуала, като премахване на църковните песнопения, които смята за грешно нововъведение. Три църковни събора в Антиохия – през 264 – 265, между 265 и 269 и през 269 – 270 година – осъждат възгледите му, като третият го отлъчва от църквата. Поддържан от Зенобия, той остава патриарх до 272, когато император Аврелиан ѝ нанася военно поражение.
Павел от Самосата умира около 275 година.